# Canta
A cidade peruana de Canta é a capital da Província de Canta, situada no Departamento de Lima, pertencente a Região de Lima, na zona central do Peru.
Prefeito: Arturo Paredes Salcedo (2019-2022).